# Comtesse Dash
Gabrielle Anne de Cisternes de Courtiras (Poitiers, 1804-París, 1872), conocida por su pseudónimo «La Comtesse Dash», fue una escritora francesa.

## Biografía

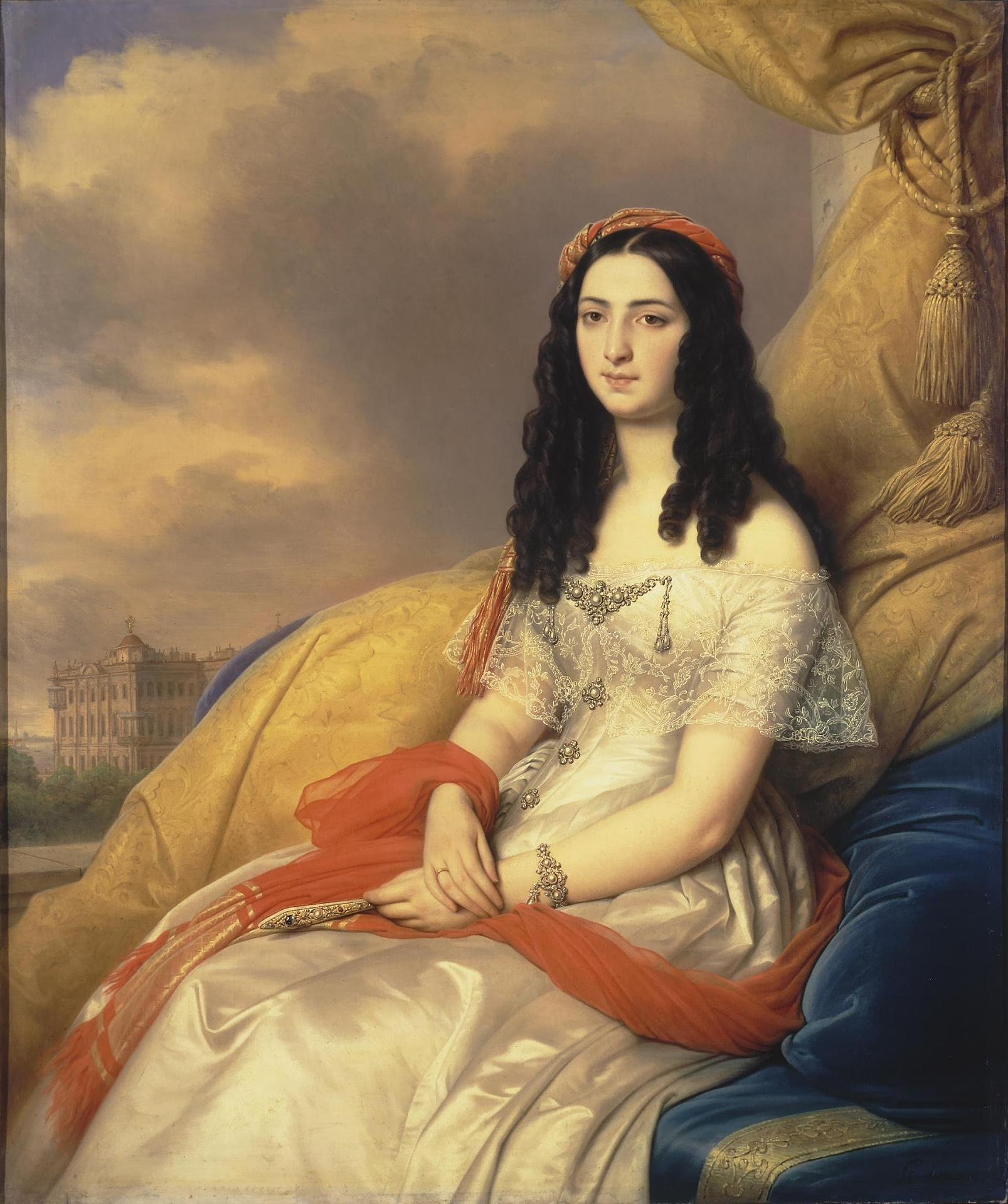
Retrato de la condesa Dash, de Charles de Steuben.

Nacida el 1 de agosto  de 1804 en Poitiers, era hija de M. de Courteras. Al embarcarse en su carrera literaria, habría escogido como pseudónimo el nombre de su perro favorito, «Dash». Su primera obra, Le jeu de la reine, fue publicada en 1839. Entre sus principales escritos se encuentran La belle aux yeux d'or (1860), Les galanteries de la cour de Louis XVe y La sorcière du roi (1861), Le nain du diable (1862), Les dernières amours de Mme. Dubarry (1864), y La bague empoisonnée (1866). En 1864 apareció publicada una recopilación de sus obras, en 34 volúmenes. Mantuvo amistad con el escritor Alejandro Dumas. Casada con el marqués de St. Mars, falleció en su ciudad natal el 9 de septiembre de 1872.